# Wyścig Słowacji WTCC 2014
Wyścig Słowacji WTCC 2014 – czwarta runda World Touring Car Championship w sezonie 2014. Rozegrała się w dniach 2-4 maja 2014 w miejscowości Orechová Potôň na torze Slovakiaring.

## Lista startowa
| Nr | Kierowca             | Zespół                               | Samochód                | Opony |
| -- | -------------------- | ------------------------------------ | ----------------------- | ----- |
| 1  | Yvan Muller          | Citroën Total WTCC                   | Citroën C-Elysée WTCC   | Y     |
| 2  | Gabriele Tarquini    | Castrol Honda World Touring Car Team | Honda Civic WTCC        | Y     |
| 3  | Tom Chilton          | ROAL Motorsport                      | Chevrolet RML Cruze TC1 | Y     |
| 4  | Tom Coronel          | ROAL Motorsport                      | Chevrolet RML Cruze TC1 | Y     |
| 5  | Norbert Michelisz    | Zengő Motorsport                     | Honda Civic WTCC        | Y     |
| 6  | Franz Engstler       | Liqui Moly Team Engstler             | BMW 320 TC              | Y     |
| 7  | Hugo Valente         | Campos Racing                        | Chevrolet RML Cruze TC1 | Y     |
| 8  | Pasquale Di Sabatino | Liqui Moly Team Engstler             | BMW 320 TC              | Y     |
| 9  | Sébastien Loeb       | Citroën Total WTCC                   | Citroën C-Elysée WTCC   | Y     |
| 10 | Gianni Morbidelli    | ALL–INKL.COM Münnich Motorsport      | Chevrolet RML Cruze TC1 | Y     |
| 11 | James Thompson       | Lada Sport Lukoil                    | Łada Granta 1.6T        | Y     |
| 12 | Robert Huff          | Lada Sport Lukoil                    | Łada Granta 1.6T        | Y     |
| 14 | Michaił Kozłowski    | Lada Sport Lukoil                    | Łada Granta 1.6T        | Y     |
| 18 | Tiago Monteiro       | Castrol Honda World Touring Car Team | Honda Civic WTCC        | Y     |
| 22 | Petr Fulín           | Campos Racing                        | SEAT León WTCC          | Y     |
| 25 | Mehdi Bennani        | Proteam Racing                       | Honda Civic WTCC        | Y     |
| 27 | John Filippi         | Campos Racing                        | SEAT León WTCC          | Y     |
| 37 | José María López     | Citroën Total WTCC                   | Citroën C-Elysée WTCC   | Y     |
| 77 | René Münnich         | ALL–INKL.COM Münnich Motorsport      | Chevrolet RML Cruze TC1 | Y     |
| 98 | Dušan Borković       | NIS Petrol by Campos Racing          | Chevrolet RML Cruze TC1 | Y     |
| Nr | Kierowca             | Zespół                               | Samochód                | Opony |

## Wyniki

### I Sesja treningowa
| Nr | Kierowca         | Konstruktor        | Czas     | Okr. |
| -- | ---------------- | ------------------ | -------- | ---- |
| 37 | José María López | Citroën Total WTCC | 2:05,867 | 8    |

### II Sesja treningowa
| Nr | Kierowca         | Konstruktor        | Czas     | Okr. |
| -- | ---------------- | ------------------ | -------- | ---- |
| 37 | José María López | Citroën Total WTCC | 2:05,469 | 7    |

### Kwalifikacje
Źródło: fiawtcc.com
| Poz. | Nr | Kierowca             | Konstruktor                 | Q1       | Q2       | Q3       | Poz. s. |
| --- | --- | -------------------- | --------------------------- | -------- | -------- | -------- | ------- |
| 1 | 37 | José María López     | Citroën Total WTCC          | 2:05,504 | 2:04,038 | 2:03,912 | 1       |
| 2 | 9 | Sébastien Loeb       | Citroën Total WTCC          | 2:05,418 | 2:04,718 | 2:04,284 | 2       |
| 3 | 1 | Yvan Muller          | Citroën Total WTCC          | 2:05,114 | 2:04,747 | 2:04,541 | 3       |
| 4 | 5 | Norbert Michelisz    | Zengő Motorsport            | 2:05,014 | 2:04,670 | 2:04,903 | 4       |
| 5 | 10 | Gianni Morbidelli    | Münnich Motorsport          | 2:05,805 | 2:04,783 | 2:04,931 | 5       |
| 6 | 3 | Tom Chilton          | ROAL Motorsport             | 2:05,570 | 2:04,870 | –        | 6       |
| 7 | 4 | Tom Coronel          | ROAL Motorsport             | 2:05,309 | 2:04,988 | –        | 7       |
| 8 | 2 | Gabriele Tarquini    | Castrol Honda WTCC          | 2:05,405 | 2:05,363 | –        | 8       |
| 9 | 7 | Hugo Valente         | Campos Racing               | 2:05,031 | 2:05,429 | –        | 9       |
| 10 | 18 | Tiago Monteiro       | Castrol Honda WTCC          | 2:05,685 | 2:05,772 | –        | 10      |
| 11 | 98 | Dušan Borković       | NIS Petrol by Campos Racing | 2:06,298 | 2:06,835 | –        | 11      |
| 12 | 12 | Robert Huff          | Lada Sport Lukoil           | 2:06,493 | 2:07,002 | –        | 12      |
| 13 | 77 | René Münnich         | Münnich Motorsport          | 2:06,625 | –        | –        | 13      |
| 14 | 11 | James Thompson       | Lada Sport Lukoil           | 2:07,718 | –        | –        | 14      |
| 15 | 6 | Franz Engstler       | Liqui Moly Team Engstler    | 2:12,390 | –        | –        | 15      |
| 16 | 8 | Pasquale Di Sabatino | Liqui Moly Team Engstler    | 2:13,381 | –        | –        | 16      |
| 17 | 22 | Petr Fulín           | Campos Racing               | 2:13,508 | –        | –        | 17      |
| 18 | 27 | John Filippi         | Campos Racing               | 2:13,786 | –        | –        | 18      |
| | 25 | Mehdi Bennani        | Proteam Racing              | –        | –        | –        | 19      |
| | 14 | Michaił Kozłowski    | Lada Sport Lukoil           | –        | –        | –        | 20      |
| Poz. | Nr | Kierowca             | Konstruktor                 | Q1       | Q2       | Q3       | Poz. s. |
| \| Legenda \| Legenda \| \| ------------------------ \| ---------------------------------------------------------------------------------------------------------------------------------------------------------------------------------------------------------------------------------------------------------------- \| \| Poz. Nr Q1 Q2 Q3 Poz. s. \| Pozycja zajęta w sesji kwalifikacyjnej Numer startowy kierowcy Wynik uzyskany w pierwszej części kwalifikacji Wynik uzyskany w drugiej części kwalifikacji Wynik uzyskany w trzeciej części kwalifikacji Pozycja startowa po uwzględnięniu kar, przesunięć, itp. \| | |                      |                             |          |          |          |         |
| Legenda | |                      |                             |          |          |          |         |
| Poz. Nr Q1 Q2 Q3 Poz. s. | Pozycja zajęta w sesji kwalifikacyjnej Numer startowy kierowcy Wynik uzyskany w pierwszej części kwalifikacji Wynik uzyskany w drugiej części kwalifikacji Wynik uzyskany w trzeciej części kwalifikacji Pozycja startowa po uwzględnięniu kar, przesunięć, itp. |                      |                             |          |          |          |         |

### Wyścig 1

#### Wyścig
Źródło: Wyprzedź Mnie!
| P                 | + / –     | Nr | Kierowca             | Konstruktor                 | Okr. | Czas / Strata | Komentarz |
| ----------------- | --------- | -- | -------------------- | --------------------------- | ---- | ------------- | --------- |
| 1                 | 1         | 9  | Sébastien Loeb       | Citroën Total WTCC          | 8    | 20:38,595     |           |
| 2                 | 1         | 37 | José María López     | Citroën Total WTCC          | 8    | +0:01,105     |           |
| 3                 | 1         | 5  | Norbert Michelisz    | Zengő Motorsport            | 8    | +0:02,435     |           |
| 4                 | 3         | 4  | Tom Coronel          | ROAL Motorsport             | 8    | +0:04,081     |           |
| 5                 | 1         | 3  | Tom Chilton          | ROAL Motorsport             | 8    | +0:05,205     |           |
| 6                 | 1         | 10 | Gianni Morbidelli    | Münnich Motorsport          | 8    | +0:06,026     |           |
| 7                 | 3         | 18 | Tiago Monteiro       | Castrol Honda WTCC          | 8    | +0:06,960     |           |
| 8                 | Bez zmian | 2  | Gabriele Tarquini    | Castrol Honda WTCC          | 8    | +0:07,410     |           |
| 9                 | 3         | 12 | Robert Huff          | Lada Sport Lukoil           | 8    | +0:08,359     |           |
| 10                | 7         | 1  | Yvan Muller          | Citroën Total WTCC          | 8    | +0:09,457     |           |
| 11                | 2         | 7  | Hugo Valente         | Campos Racing               | 8    | +0:10,535     |           |
| 12                | 1         | 98 | Dušan Borković       | NIS Petrol by Campos Racing | 8    | +0:10,971     |           |
| 13                | Bez zmian | 77 | René Münnich         | Münnich Motorsport          | 8    | +0:12,325     |           |
| 14                | Bez zmian | 11 | James Thompson       | Lada Sport Lukoil           | 8    | +0:14,231     |           |
| 15                | 4         | 25 | Mehdi Bennani        | Proteam Racing              | 8    | +0:14,690     |           |
| 16                | 1         | 22 | Petr Fulín           | Campos Racing               | 8    | +0:39,574     |           |
| 17                | 2         | 6  | Franz Engstler       | Liqui Moly Team Engstler    | 8    | +1:00,002     |           |
| 18                | 2         | 8  | Pasquale Di Sabatino | Liqui Moly Team Engstler    | 8    | +1:30,455     |           |
| 19                | 1         | 27 | John Filippi         | Campos Racing               | 7    | +1 okr        |           |
| Niesklasyfikowani |           |    |                      |                             |      |               |           |
|                   |           | 14 | Michaił Kozłowski    | Lada Sport Lukoil           | 0    |               |           |
| P                 | + / –     | Nr | Kierowca             | Konstruktor                 | Okr. | Czas / Strata | Komentarz |

#### Najszybsze okrążenie
| Nr | Kierowca       | Konstruktor        | Czas     | Okr. |
| -- | -------------- | ------------------ | -------- | ---- |
| 9  | Sébastien Loeb | Citroën Total WTCC | 2:18,193 | 2    |

#### Prowadzenie w wyścigu
| Nr                              | Kierowca         | Okrążenia | Suma |
| ------------------------------- | ---------------- | --------- | ---- |
| 9                               | Sébastien Loeb   | 1-8       | 8    |
| 37                              | José María López | 1         | 0    |
| \| Wykres \| \| ------ \| \| \| |                  |           |      |
| Wykres                          |                  |           |      |
|                                 |                  |           |      |

### Wyścig 2
Wyścig odwołany z powodu silnych opadów deszczu.